# 学校令
学校令（がっこうれい）
1. 1886年（明治19年）3月2日〜4月10日、日本で公布された初等・中等・高等の学校種別を規定する5つ（あるいは4つ）の勅令（単行勅令）。　⇒　帝国大学令・師範学校令・小学校令・中学校令
2. 上記の5（4）勅令を初めとして、1947年（昭和22年）3月の学校教育法公布に至るまでの時期に随時公布された、各学校種別を規定する単行勅令の総称。本項目で述べる。

学校令（がっこうれい）は、明治時代以降の日本において教育令に代わって制定され、最終的には第二次世界大戦後の学校教育法制定に至るまで存続した、「旧制」の学校種別・公教育体系を規定した一連の勅令の総称である。「諸学校令」（しょがっこうれい）とも称する。

## 概要
最初に制定された「学校令」は、1886年（明治19年）3月2日から4月10日にかけて公布された帝国大学令・師範学校令・小学校令・中学校令・諸学校通則の5勅令（単行勅令）である（狭義の「学校令」）。これ以降、1947年（昭和22年）3月の学校教育法公布に至るまでの時期に、各学校種別を規定する単行勅令が随時公布・施行された（広義の「学校令」）。したがって、先行する学制・教育令が単独の法令（太政官布告）であるのとは異なり、学校令とは上述の法令の総称であってそのような名称の法令が存在したわけではない。この点を強調するため「諸学校令」と称することもある。

## 沿革

### 学制・教育令から「学校令」へ
近代日本において、公教育（学校）制度が発足した当初は、1872年（明治5年）制定の学制、およびそれに代わって1879年に制定された教育令が、単一の法令として諸種の学校制度を包括的に規定していた。しかし明治初期の学校制度の急速な拡充・発展にともない、1880年代になって教育令は1880年・1885年の2度にわたり全部改正され、またこれに代わる新たな学校法令の制定が必要とされるようになった。

### 森有礼と「学校令」制定

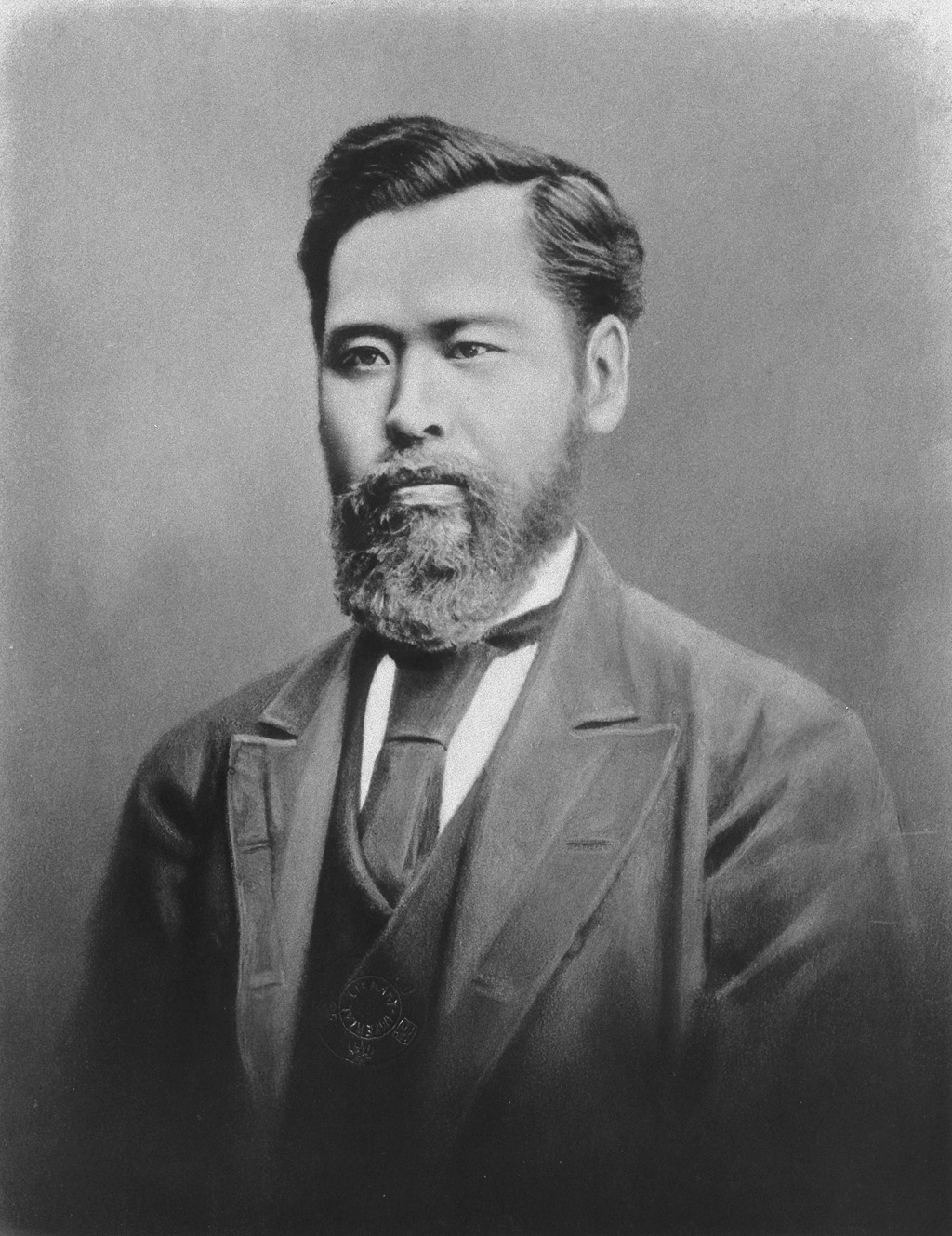
初代文相として教育令に代わる「学校令」の制定に関与した森有礼。

明治初年より外交畑での活動が多かった森有礼は、同時に明六社結成への参加（1873年）、東京商法講習所開設（1875年）への貢献にみられるように、教育への強い関心を抱き続けていた。その後、森は1879年〜1884年に駐英公使を務め、憲法取調中の伊藤博文とパリで会合、立憲政体下での教育のあり方について意見交換を行い、これをきっかけとして1885年12月の内閣制度発足に際し、初代文相に就任することとなった。森の考えは、教育の改革は「国家将来ノ治安ヲ図ルノ大主意」に基づくべきであって、そのためには教育のなかに強力な国家目的を貫徹させなければならないというものであり、師範教育（教員養成）の改革を最も重視していた。また彼は、従来のごとく単一の法令を通じて諸種の学校制度を規定した場合、将来予想される政治・経済・社会の変動によって学校制度が追加・修正されるたびに、そのつど大規模な法令改定が必要になると考え、そうした事態を避けるため必要に応じて「各別ノ条例」を制定していく方式を採用した。この結果、翌1886年3月から4月にかけて、まず高等教育相当の機関を規定する帝国大学令（明治19年3月2日勅令第3号）、教員養成機関を規定する師範学校令（同年4月10日勅令第13号）、初等教育相当の機関を規定する小学校令（同年4月10日勅令第14号）、中等教育相当の機関を規定する中学校令（同4月10日勅令第15号）、および学校設備などを規定する諸学校通則（同年4月10日勅令第16号）が順次公布され、以後、各種別の学校を規定することになった。これらの「学校令」制定により、（第三次）教育令は消滅（廃止）した。第二次教育令以降顕著となっていた教育に対する国家の支配はこの学校令制定によって決定的なものとなった。森は以上の5勅令に加えてさらなる諸「学校令」の制定をめざしたが、その構想は1889年2月11日に彼自身が暗殺されたことによって途半ばに終わった。

### 明治後期の「学校令」
森の死後、各「学校令」は部分的あるいは全面的な改正、また追加的な法令の公布を通じて次第に体系的に整備されていった。まず、1890年に市制・町村制の施行および府県制・郡制の公布がなされ地方自治制度が確立すると、これらの地方公共団体を設置者とする小学校制度の改革が必要になり、同年10月、小学校令は全部（全面的）改正（第二次小学校令）され、初等教育の運営が明確化された。続いて中学校制度の一部とされていた高等中学校が1894年6月の高等学校令によって中学校とは制度的に分離した別種の学校（高等学校）として位置づけられ、あわせて大学（帝国大学）への進学課程としての性格を付与されたが、なおしばらく制度的混乱が続いた。1897年10月には師範学校令が廃止されて師範教育令が公布され、初等教員養成の師範学校、中等教員養成の高等師範学校・女子高等師範学校という役割分担が確立された。1899年2月には中学校令の全部改正（第二次中学校令）および高等女学校令・実業学校令の公布がなされ、戦前における旧制中等教育の原型が形成された。また同年8月の私立学校令では私立学校全般に対する国家の統制が制度化され、1903年3月の専門学校令では帝国大学・高等学校以外に数多く存在していた官・公・私立の高等教育相当の諸学校が専門学校として制度化されて帝国大学に次ぐ地位を与えられ、その後の大学昇格への道が開かれることとなった。かくして明治30年代までにいわゆる「旧制」の教育・学校体系の基本型が成立した。

### 大正・昭和戦前期の「学校令」
大正時代には中橋徳五郎文相の下での「高等教育拡充計画」を背景に、1918年12月に公布された2つの「学校令」により、明治後期以降続いていた高等教育制度の混乱に終止符が打たれた。すなわち一つは高等学校令の全部改正（第二次高等学校令）であり、大学進学課程（高等科）としての高等学校の性格が明確化された。もう一つの大学令では、帝国大学以外の大学、すなわち官立（単科）大学・公立大学・私立大学の設立が容認された。以降、数多くの官・公・私立専門学校が大学昇格運動を展開し、大学令準拠の（旧制）大学への改編を達成した。これらの結果、それまで言論界・教育界を騒がせてきた「学制改革」論議には一定の決着が与えられ、戦前期日本における高等教育制度の確立を見るに至った。当該期にはまた、幼稚園令（1923年）および盲学校及聾唖学校令（1926年）によって、それまで公教育体系の外部に位置づけられていた就学前（幼児）教育と障害者教育が初めて制度化されるに至った。
昭和期の1930年代後半には、戦時色が濃厚となった時局を背景に戦時動員のための学校制度改革が進行した。まず軍事教育の必要上、従来は中等以降の学校教育からドロップアウトしていた農村の勤労青年を対象とする社会教育の制度化が進められ、1935年10月、青年学校令として公布された。続いて第二次世界大戦開始後の1943年1月には、中学校・高等女学校・実業学校を旧制中等学校として包括する中等学校令が公布され、職業教育を行う実業学校の中等学校としての位置づけが明確化され、戦後の新制（職業科）高等学校に接続する側面が見られた。さらに同年3月の師範教育令全部改正（第二次師範教育令）により、師範学校が官立専門学校と同程度の地位に昇格したが、戦局の悪化により1945年（昭和20年）5月に戦時教育令が公布・施行され、日本の学校教育は終戦まで全面停止するに至った。

### 戦後の「学校令」廃止
戦後、「教育の民主化」を標榜する占領軍のもとで、1947年（昭和22年）3月に公布された学校教育法により、大学から幼稚園に至るまでの諸種の学校の制度・組織は全面的に改編されることとなった（学制改革）。かくして旧制の教育・学校体系を規定していた諸「学校令」は順次廃止され、いわゆる「新制」の教育・学校が発足した。

### 歴史的評価
大日本帝国憲法は「教育」に関する規程を含んでおらず、「学校令」を初めとする「旧制」の教育法規が勅令（あるいは行政命令）の形態を取っていたことは、帝国憲法体制下の教育の行政主導主義的な特徴を示すものであったと評価される。また多様な「各個ノ条例」によって規定された学校制度においては、その整備が進行するにつれ諸学校相互の位置関係や制度全体の構造が問題化した。このため戦後、「教育民主化」のもとで国家支配の排除・最小化が求められると同時に、制度全体を一貫した体系として規定する法律が求められることとなり、「学校令」は歴史的使命を終えた。

## 狭義の「学校令」（1886年）の改廃
以下、各学校種別の改廃を中心に、5勅令公布後の規程の改廃を述べる（後継となった法令の規程の改廃も併せて言及する）。また、特に記述がない限り、法令の廃止は1947年4月1日の学校教育法施行時である。

### 帝国大学令⇒国立総合大学令（1947年）
（第一次）帝国大学令は、1886年（明治19年）3月2日に「勅令第12号」として公布（同年4月1日に施行）され、5つの分科大学と大学院から構成される官立（国立）総合大学としての帝国大学の制度を規定し、いわゆる「旧制大学」の制度が発足することになった。その後、1918年（大正8年）の大学令公布（後出）にともない第一次帝国大学令は全部改正されることとなり、翌1919年2月7日、第二次帝国大学令（勅令第12号）として公布（同年4月1日に施行）された。これにより分科大学に代えて学部によって構成される帝国大学の制度が規定された。第二次世界大戦後の1947年（昭和22年）9月30日、第二次帝国大学令は「国立総合大学令」に改題（改称）され（昭和22年9月30日政令第204号）、従来帝国大学と称されていた国内7大学（七帝大）はそれぞれの校名から「帝国」の2文字を廃した。しかしこの国立総合大学令も、その後ほどなく1949年5月31日の国立学校設置法の公布・施行により廃止され、7大学はそれぞれを構成母体に新たに発足した国立新制大学に包括、その後廃止された。

### 師範学校令⇒師範教育令（1897年）
師範学校令は、1886年4月10日に「勅令第13号」として公布され、公立小学校の校長・教員の養成に当たる尋常師範学校と、尋常師範学校の校長・教員の養成に当たる高等師範学校の2種の師範学校の制度を規定し、師範教育令の施行により廃止となった。（第一次）師範教育令は、師範学校令に代わって1897年10月9日に公布（1898年4月1日に施行）され、従来の尋常師範学校を師範学校と改称、従来の師範学校に加えて中等学校たる尋常中学校・高等女学校の教員を養成する高等師範学校の制度を規定、および高等女学校・師範学校女子部の教員を養成する女子高等師範学校の制度が発足した。第一次師範教育令は第二次世界大戦中に全部改正され、1943年（昭和18年）3月8日、第二次師範教育令（勅令第109号）として公布（同年4月1日に施行）された。本令はそれまで各府県立であった師範学校を官立移管し、中学・高女の卒業者を対象とする「本科」を規定することで高等教育相当の機関に昇格させた。さらに翌1944年2月17日には同令の改正（勅令第81号 / 同年4月1日施行）がなされ、1935年4月の青年学校令（後出）により発足した青年学校の教員を養成する青年師範学校（官立）の制度が規定された（後出）。

### 小学校令⇒国民学校令（1941年）
（第一次）小学校令は、1886年4月10日に「勅令第14号」として公布され、小学校の課程を尋常小学校・高等小学校の2段階に分け、前者の修業期間を義務教育とするいわゆる「旧制小学校」の制度を確立した。その後、第一次小学校令は全部改正されて1890年10月7日、第二次小学校令（勅令第215号）として公布、新たに実業補習学校・徒弟学校の2種の学校を小学校として規定した。その後第三次小学校令（勅令第344号）による全部改正（1900年8月20日公布、同年9月1日施行）を経て、1941年3月1日には小学校令に代わる国民学校令（勅令第148号）が公布（同年4月1日施行）された。この勅令は従来の尋常小学校・高等小学校を統合して国民学校とし、前者を初等科、後者を高等科として改編するもので、国民学校は従来の初等教育に加え前期中等教育を担うものと規定された。

### 中学校令⇒中等学校令（1943年）
（第一次）中学校令は、1886年4月10日に「勅令第15号」として公布され、高等中学校と尋常中学校の2種よりなる「中学校」の制度が規定された。その後、1891年12月14日の一部改正により高等女学校も尋常中学校の一種と規定されたが、高等中学校は1894年6月の高等学校令公布にともなう「高等学校」への改称（後出）、高等女学校は1899年2月の高等女学校令公布（後出）により、それぞれ中学校令の規定から除外された。（第一次）中学校令は全部改正されて第二次中学校令（勅令第28号）が1899年2月7日公布され、従来の尋常中学校は中学校と改称、男子普通教育を行う中等相当の「旧制中学校」の制度がほぼ確立された。その後、第二次世界大戦中の1943年1月21日、中等学校令（勅令第36号）の公布（同年4月1日施行）によって第二次中学校令は廃止され、男子普通教育を行う中学校、女子普通教育を行う高等女学校、職業教育を行う実業学校（後出）が同じ中等学校としてまとめられることとなった。

### 諸学校通則
諸学校通則は、1886年4月10日に「勅令第16号」として制定され、諸学校に設置される「書籍館」、施設、寄付、教員免許などについて規定した。このうち書籍館に関する規程は、1899年11月の図書館令（勅令第429号）公布により廃止され、諸学校通則自体も、翌1900年3月の「寄附財産ヲ以テ設置スル官立公立学校ニ関スル件」（勅令第136号）の公布により廃止されたのである。

## その後追加公布された諸学校令（広義の「学校令」）の改廃
以下、各学校種別の改廃を中心に、5勅令が公布された後に公布された法令について、規程の改廃を述べる（後継となった法令の規程の改廃も併せて言及する）。また、特に記述がない限り、法令の廃止は1947年4月1日の学校教育法施行時である。

### 高等学校令（1894年）
（第一次）高等学校令は、1894年6月25日に「勅令第75号」として公布（同年9月11日実施）され、1886年4月の第一次中学校令で規定された高等中学校（前出）を高等学校と改称、大学（この時点では帝国大学のみ）への進学課程である予科、および専門学科の設置を規定した。本令に準拠して設置された高等学校はすべて官立であった。その後、1911年7月31日、高等中学校令（勅令第217号）が公布され、予科を設置せず中学校卒業者を対象に高等普通教育を行う「高等中学校」（紛らわしいが第一次中学校令における高等中学校とは制度的に別物である）の設置が志向されたが、ついに施行されることはなかった。大正時代に入って第一次高等学校令は全部改正され、1918年（大正7年）12月6日、第二次高等学校令（勅令第389号）として公布（翌1919年4月1日施行）された。本令により従来の官立高等学校に加えて公・私立高等学校や、従来の高等科（文科・理科）に加え、中学相当の尋常科を併設する七年制高等学校の設立が規定された。

### 実業学校令（1899年）⇒中等学校令（1943年）
実業学校令は、1899年2月7日に「勅令第29号」として公布（同年4月1日施行）され、官立を除く公・私立の工業学校・農業学校・商業学校・商船学校を、実業教育（職業教育）を行う実業学校として規定した。また、以上に加え、1890年の第二次小学校令において「小学校」と規定されていた実業補習学校・徒弟学校（前出）も実業学校と再規定された。その後、1903年3月27日、専門学校令施行にともなう改正（勅令第62号）により、実業学校のうち（高等工業学校・高等商業学校・高等農業学校などのような）程度の高いものは実業専門学校と規定され、本令の規定から外れることとなった。また実業補習学校も、1935年（昭和10年）、青年学校令施行にともなう改正（勅令第43号）で、青年学校に改編され本令の規定を離れた。戦時期、1943年4月1日の中等学校令の施行によって、実業学校は、職業教育を担う中等学校として規定しなおされ（前出）、実業学校令は廃止された。

### 高等女学校令（1899年）⇒中等学校令（1943年）
1891年12月、（第一次）中学校令の一部改正により尋常中学校の一種として規定された高等女学校は、1899年2月7日の「高等女学校令」（勅令第31号）の公布（同年4月1日施行）により、女子普通教育を行う中等相当の機関としての性格、および卒業生を対象とした専攻科の設置が規定された。その後1910年10月26日の一部改正（勅令第424号）の公布（翌1911年4月1日施行）により、家政（家庭科）に関する学科目を修める者のための実科の設置と、実科のみを設置する実科高等女学校の設立、さらに1920年（大正9年）7月6日の一部改正（勅令第199号）で卒業者を対象とする高等科の設置が、それぞれ規定された。戦時期、1943年4月1日の中等学校令の施行によって、高等女学校は女子普通教育を担う中等学校として規定され（前出）、高等女学校令は廃止された。

### 私立学校令（1899年）
私立学校令は、1899年8月3日に「勅令第359号」として公布（翌8月4日施行）された。私立の小学校・中学校・高等女学校・実業学校（のち専門学校・大学）は、本令でいう「私立学校」として、それぞれの学校種別を規定する諸「学校令」に加えて、本令の規定の下に置かれることとなった。本令のみに規定される私立学校は各種学校とみなされた。

### 専門学校令（1903年）
専門学校令は、1903年3月27日に「勅令第61号」として公布（同年4月1日施行）され、大学（帝国大学）・高等学校を除く官・公・私立の高等教育相当の
学校を専門学校として規定した。本令に準拠する「専門学校」は、従来実業学校とされていた高等工業学校・高等商業学校・高等農林学校などの実業専門学校に加え、女子専門学校・医学専門学校・歯科医学専門学校・薬学専門学校・外国語学校・美術学校・音楽学校など多岐にわたった。また本令によりこれらの専門学校は予科・研究科・別科の設置が認められた。1943年の改正（勅令第39号）により実業専門学校とそれ以外の専門学校の区別は廃止された。

### 大学令（1918年）
大学令は、1918年（大正7年）12月6日に「勅令第388号」として公布（翌1919年4月1日施行）され、学部・研究科・大学院を設置する大学の制度を規定した。本令により従来の帝国大学令に準拠しない官立（単科）大学・公立大学・私立大学の設立が可能となった。

### 盲学校及聾唖学校令（1923年）
盲学校及聾唖学校令は、1923年8月28日に「勅令第375号」として公布（翌1924年4月1日施行）された。本令は盲学校・聾学校を盲人・聾唖者に対し普通教育および「生活ニ須要ナル特殊ノ知識技能」の教授を行う機関とし、初等部・中等部の設置を規定して各道府県に設置義務を課した。

### 幼稚園令（1926年）
幼稚園令は、は1926年（大正15年）4月22日に「勅令第74号」として公布され、就学前教育機関としての幼稚園を規定した。

### 青年訓練所令（1926年）⇒青年学校令（1935年）
青年訓練所令は、1926年（大正15年）4月20日に「勅令第70号」として公布され、中等以上の学校に進学しない男性を対象として普通・職業教育および鍛錬を行う機関としての青年訓練所の制度が規定された。青年訓練所令に代わって1935年（昭和10年）4月10日に公布された「（第一次）青年学校令」（勅令第41号）は、従来の青年訓練所および実業補習学校（前出）の両者を、新たに制度化された青年学校として統合・再編し、初等教育後の（中等学校に進学しない男女に対し）社会教育を行う機関として規定した。また普通科・本科・研究科・専攻科の設置が規定された。これを全部改正した第二次青年学校令は1939年4月26日「勅令第254号」として公布され、男子の普通科・本科の課程に限り義務教育とした。

### 青年学校教員養成所令（1935年）⇒師範教育令（1944年改正）
青年学校教員養成所令は、1935年の青年学校令公布にともない同年4月1日に「勅令第47号」として公布・施行された。本令は青年学校教員を養成する機関としての青年学校教員養成所の制度を規定したが、1944年4月1日の師範教育令の一部改正（勅令第81号 / 同年4月1日施行）により、青年学校教員養成所を改編した（官立）青年師範学校の発足が規定されたことで廃止された。